# Savigny-Lévescault
 Savigny-Lévescault  (esa es la ortografía oficial del INSEE, aunque también se usa la forma Savigny-l'Évescault) es una población y comuna francesa, situada en la región de Poitou-Charentes, departamento de Vienne, en el distrito de Poitiers y cantón de Saint-Julien-l'Ars.

## Demografía
| 494 | 460 | 494 | 631 | 801 | 939 |
| Para los censos de 1962 a 1999 la población legal corresponde a la población sin duplicidades (Fuente: INSEE [Consultar]) |     |     |     |     |     |